# Peter Wilhelm Cornils
Peter Wilhelm Cornils (* 24. Dezember 1793 in Tating; † 12. April 1844 in Garding) war ein deutscher Advokat.

## Leben
Peter Wilhelm Cornils war der Sohn des landlosen Kätners und Gewürzhändlers Wilhelm Cornils (1752 oder 1753 –1828) und dessen Ehefrau Anna Sophia, geborene Wil(l)ms (1755 oder 1756–1822). Am 23. Oktober 1813 nahm er ein Jurastudium an der Universität Kiel auf, das er am 15. Oktober 1818 am Obergericht Gottorf mit dem juristischen Amtsexamen beendete. Er bestand die Prüfung mit dem „zweyten Charakter“ mit Auszeichnung. Der Kanzler des Herzogtums Schleswig lobte insbesondere seine Dänischkenntnisse.
Am 23. Oktober 1818 beantragte Cornils, als Untergerichtsadvokat für Schleswig und Holstein zugelassen zu werden. Am 17. November 1818 erhielt er als Candidat Juris die Bestallung als Untergerichtsadvokat im Herzogtum Holstein. Im selben Jahr heiratete er Amalia Christiane Christine Baxmeier (auch Amalia Christine Caroline oder Amalia Christine Carstine oder Amalia Christiane Carstens). Gemeinsam bekamen sie drei Söhne und acht Töchter.
Am 24. Dezember 1818 legte sich Cornils ein Siegel zu. Dieses zeigt ein Herz auf einem Wappenschild, das von rechts oben nach links unten von einem Pfeil durchstochen ist. Über dem Herz ist eine Krone zu sehen. Links oben über dem Herzen befindet sich ein Nesselblatt. Dieses wird scheinbar nach rechts unten durch einen Stab im Herzen fixiert.
Am 22. September 1824 beantragte Cornils aus Garding, wo er seit 1823 lebte, zum Ober- und Landesgerichtsadvokat befördert zu werden. Die Bestallung für die Herzogtümer Schleswig und Holstein erhielt er am 26. Oktober 1824.

## Bedeutung als Jurist
Cornils beschäftigte sich eingehend mit den Gesetzen der Region Eiderstedt und publizierte hierzu umfangreich. Es handelte sich dabei teilweise um Grundlagenwerke. In Gebieten, in denen das alte Eiderstedter Landrecht als Gewohnheitsrecht fortbestand, wurden seine Schriften noch in der Mitte des 20. Jahrhunderts angewendet.

## Werke
- Die Communal-Verfassung in der Landschaft Eiderstedt. Pauly, Bade und Fischer, Heide 1841

Digitalisat, Staatsbibliothek Berlin